# 阮小七
阮小七是小说《水浒传》中的人物。外號「活閻羅」，在梁山中排第三十一，是水軍將領之一，在第十五回「吳學究說三阮撞籌，公孫勝應七星聚義」中因吳用引見而首次現身。

## 經歷

### 出場
當時吳用和晁蓋等人想找人同劫生辰綱，於是找來打漁的阮小七和兄長阮小二、阮小五共謀，隨後三兄弟與吳用、晁蓋、劉唐、公孫勝和白勝等八人成功以計劫了生辰綱，後來八人因白勝供出而被官府追捕，幸眾人得宋江、朱仝和雷橫拯救，連夜逃出，逃至石碣村時阮氏三兄弟就把官兵在港中消滅了，後來一同上了梁山暫避。

### 上梁山
當八人上梁山後，當時山寨主王倫卻怕晁蓋勢力太大，要他們下山投靠別處，阮小七便同眾人殺了王倫，令晁蓋坐上山寨主位置，自己坐上第八把交椅。
上山後官兵再來追眾人，阮小七便和兩兄於梁山水道把濟州官兵引到一艘火船，燒了敵船，幫助梁山好漢打敗官兵，
上山安定之後阮小七立功亦不少，其中便在青州官兵攻梁山時亦幫助一眾水軍將領捉了凌振，最後成為第三十一頭領。

### 征方臘
征方臘時阮小七的兩個兄長都分別戰死了，只有阮小七一人生存，戰勝後本應獲任「蓋天軍都統制」一職，但後來在打敗方臘後，阮小七因穿起方臘丟下的龍袍，回朝後被奸臣童貫、蔡京告狀，指其意在造反。於是朝廷便奪了阮小七本身的官誥，貶為庶民，然而他心中卻反歡喜，帶同母親回到石碣村，再以打漁為生，至七十歲方死。

## 打鱼杀家

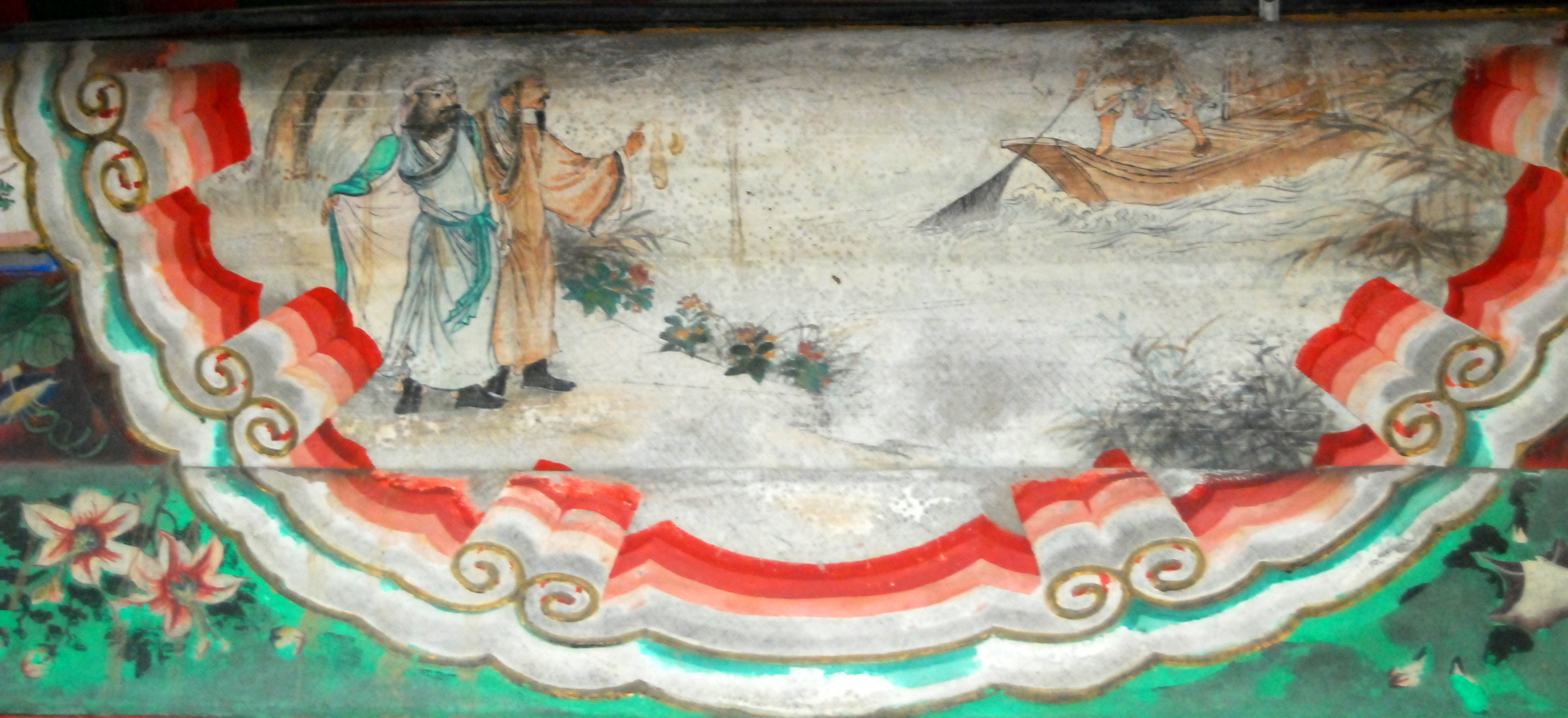
颐和园长廊彩绘的打鱼杀家故事：李俊与朋友倪荣在太湖边遇到正在打鱼的化名萧恩的阮小七

在传统京剧剧目《打鱼杀家》中，则描绘阮小七隐姓埋名与女儿流落在太湖边打鱼为生，化名萧恩。后来与当地恶霸发生冲突，在忍无可忍的情况下，父女两人杀死恶霸后，驾船而去，不知所終。

## 影視
- 1998年央视版《水浒传》：李冬果
- 2011年版《水浒传》：張昊翔